# Sjors Keij
Sjors Keij (13 september 1984) is een Nederlands korfballer. Hij werd meerdere malen Nederlands kampioen met DOS'46, waarmee hij ook drie Europese titels won. Hij stopte in 2012 op het hoogste niveau om lager te spelen en te coachen.

## Carrière als speler
Keij begon met korfbal bij ASVD uit Dronten. In 2001, op 17-jarige leeftijd verruilde hij van club en ging hij naar het grotere DOS'46 uit Nijeveen.
Op dat moment speelde DOS'46 op het veld en in de zaal op het hoogste niveau, namelijk de Hoofdklasse. Keij debuteerde in de hoofdmacht onder coach Herman van Gunst en zette met DOS'46 vanaf 2005 een indrukwekkende zaalfinalereeks neer. 
In seizoen 2004-2005 stond Keij met DOS'46 in de zaalfinale. Tegenstander was PKC en PKC won met overduidelijke cijfers, namelijk 21-11. 
Het jaar erna werd de Nederlandse zaalcompetitie omgedoopt tot de Korfbal League en DOS'46 deed direct mee om de prijzen. In seizoen 2005-2006 stond DOS'46 voor het tweede jaar op rij in de zaalfinale. Dit maal was Dalto de tegenstander. In deze eerste finale van de Korfbal League won DOS'46 met 29-19 en werd hiermee de eerste kampioen van de nieuw opgezette zaalcompetitie.
In januari 2007 mocht DOS'46 de Nederlandse eer hooghouden bij de Europacup. In de finale won DOS'46 van het Belgische Riviera, waardoor het ook Europees kampioen was.
In Korfbal league seizoen 2006-2007 was er ondertussen een coachingswissel bij DOS'46 en werd Herman van Gunst vervangen door Manfred Hofstede. De ploeg had het iets lastiger dit seizoen, waardoor ze net op de 4e plaats eindigden. Hierdoor kwamen ze in de play-offs tegen de nummer 1 uit, namelijk Dalto, waar ze het jaar ervoor de zaalfinale van hadden gewonnen. Ondanks dat Dalto als favoriet de serie in ging, won DOS'46 in 2 wedstrijden en stond zodoende voor het derde jaar op rij in de zaalfinale. DOS'46 kon in de zaalfinale wraak nemen op de verloren zaalfinale van 2005, want ook nu was PKC de tegenstander. Dit maal won DOS'46 met een nipte 17-16, waardoor het voor het tweede jaar op rij Nederlands zaalkampioen werd.
Dit seizoen had DOS'46 ook de "dubbel" te pakken, want ook DOS'46 won de veldtitel. In de veldfinale werd namelijk gewonnen van PKC met 17-13. Ook de volgende Europacup werd gewonnen, dit maal tegen het Belgische Boeckenberg.
Ook in seizoen 2007-2008 was er een nieuwe coach bij DOS'46. Na 1 seizoen met Manfred Hofstede was het nu de eer aan Jan Jouke Flokstra om DOS'46 kampioen te houden. In dit seizoen stond DOS'46 wederom in de play-offs, maar dit maal werd er in 3 wedstrijden verloren van Dalto. Zodoende werd DOS'46 onttroond als zaalkampioen.
Seizoen 2008-2009 was een wederom een sterk seizoen voor de club. DOS'46 won in de play-offs van het Delftse Fortuna waardoor het weer in de zaalfinale mocht aantreden. Dit maal werd in de zaalfinale gewonnen van Koog Zaandijk met 26-23, waardoor Keij voor de 3e keer zaalkampioen werd. Ook het daarop volgende Europacup toernooi werd gewonnen, wederom van Boeckenberg.
Hierna ging het bergafwaarts met DOS'46. In 2010 en 2011 werden geen play-offs meer gehaald en in seizoen 2011-2012 degradeerde de ploeg zelfs uit de Korfbal League. Na elf jaar bij de club verliet Keij DOS'46. Hij ging op lager niveau spelen, bij KV Heerenveen. Uiteindelijk speelde hij 7 seizoenen in de prestigieuze Korfbal League.

## Statistieken
| Naam       | KL-seizoenen | Wedstrijden | Goals | Gemiddeld | Rebounds | Strafworpen |
| ---------- | ------------ | ----------- | ----- | --------- | -------- | ----------- |
| Sjors Keij | 7            | 98          | 170   | 1,7       | 1012     | 8           |

## Erelijst
- Nederlands kampioen zaalkorfbal, 3× (2006, 2007, 2009)
- Nederlands kampioen veldkorfbal, 1× (2007)
- Europacup-kampioen zaalkorfbal, 3× (2007, 2008, 2010)

## Coach
In 2016, toen hij stopte als speler, werd Keij coach. Hij was coach van DOS'46 A1 jeugd in 2016-2017 maar kwam er na één seizoen achter dat de reistijd hem opbrak.